# Ricardo Zunino
Ricardo Zunino (San Juan de la Frontera, 13 d'abril de 1949) és un ex-pilot de curses automobilístiques argentí que va arribar a disputar curses de Fórmula 1.
Ricardo Zunino va debutar a la catorzena cursa de la temporada 1979 (la trentena temporada de la història) del campionat del món de la Fórmula 1, disputant el 30 de setembre del 1979 el G.P. del Canadà al circuit de Gilles Villeneuve.
Va participar en un total d'onze curses puntuables pel campionat de la F1, disputades en tres temporades (1979 - 1981), aconseguint en dues ocasions un setè lloc com millor classificació en una cursa i no assolí cap punt pel campionat del món de pilots.

## Resultats a la Fórmula 1
| Any  | Equip                        | Xassís  | Motor    | 1     | 2      | 3      | 4         | 5       | 6       | 7       | 8   | 9   | 10  | 11  | 12  | 13  | 14    | 15      | Posició | Punts |
| ---- | ---------------------------- | ------- | -------- | ----- | ------ | ------ | --------- | ------- | ------- | ------- | --- | --- | --- | --- | --- | --- | ----- | ------- | ------- | ----- |
| 1979 | Team Ensign                  | Ensign  | Cosworth | ARG   | BRA    | SUD    | O.USA     | ESP     | BEL     | MON     | FRA | GBR | ALE | AUT | HOL | ITA | CAN 7 | USA Ret | -       | 0     |
| 1980 | Parmalat Brabham Racing Team | Brabham | Cosworth | ARG 7 | BRA 8  | SUD 10 | O.USA Ret | BEL Ret | MON Ret | FRA Ret | GBR | ALE | AUT | HOL | ITA | CAN | USA   |         | -       | 0     |
| 1981 | Tyrrell Racing               | Tyrrell | Cosworth | O.USA | BRA 13 | ARG 13 | SMR       | BEL     | MON     | ESP     | FRA | GBR | ALE | AUT | HOL | ITA | CAN   | LVG     | -       | 0     |

### Resum
| Curses: | Victòries: | Pòdiums: | Poles: | Voltes ràpides: | Punts: |
| ------- | ---------- | -------- | ------ | --------------- | ------ |
| 11 (10) | 0          | 0        | 0      | 0               | 0      |